# Geissois denhamii
Geissois denhamii är en tvåhjärtbladig växtart som beskrevs av Berthold Carl Seemann. Geissois denhamii ingår i släktet Geissois och familjen Cunoniaceae. Inga underarter finns listade i Catalogue of Life.